# Абульханова, Ксения Александровна
Ксе́ния Алекса́ндровна Абульха́нова (Славская, Абульханова-Славская; род. 29 июня 1932, Озёры, Московская область) — советский и российский психолог и философ. Академик РАО, доктор философских наук, кандидат педагогических наук (по психологии). С 1987 по 2012 год заведующая лабораторией методологии, теории и истории психологии, заведующая лабораторией психологии личности, с 2013 главный научный сотрудник Института психологии РАН, профессор кафедры психологии личности факультета психологии НИУ ВШЭ. Президент Научного психологического общества имени С.Л. Рубинштейна при Институте психологии РАН.

## Биография
1956 — окончила отделение психологии философского факультета МГУ имени М. В. Ломоносова.
С 1956 по 1974 — работала в секторе философских проблем психологии Института философии АН СССР, пройдя путь от младшего до старшего научного сотрудника.
С 1974 — работает в Институте психологии АН СССР (РАН).
С 1982 — на преподавательской работе (в МГПИ имени В. И. Ленина, Российском государственном гуманитарном университете, на психологическом факультете МГУ, с 2002 на факультете психологии НИУ ВШЭ).
С 1987 по 2012 — заведующая лабораторией методологии, теории, истории психологии (ныне — лаборатория психологии личности) Института психологии АН СССР (РАН).
С 2013 — главный научный сотрудник Института психологии РАН.
Член Международной академии психологических наук, Международной академии акмеологии, Европейской ассоциации психологии личности.

## Научная деятельность
Ученица С. Л. Рубинштейна, первые годы своей научной деятельности проработала под его руководством, развивая его теорию деятельности в своей дальнейшей работе.
В монографии «О субъекте психической деятельности» (1973) и докторской диссертации ею применяется принцип субъекта к определению предмета психологии, обосновывается подход к индивиду как субъекту психической деятельности, а детерминация его психики исследуется в связи с объективными особенностями его жизнедеятельности, определяемыми его общественным бытием.
Конкретизируя понятие жизнедеятельности, она по-новому решает проблему жизненного пути личности, исследуя особенности противоречий индивидуальной жизни и выявляя качество личности как субъекта жизненного пути, определяющего жизненную позицию, линии и перспективы развития. Это позволило открыть новый угол зрения на определение личности, особенности высших функциональных личностных образований, осуществить переход от традиционного рассмотрения свойств личности к исследованию её проявлений в контексте жизни, в процессе решения жизненных задач. (Диалектика человеческой жизни. 1997; Стратегия жизни.1991).
Личность в концепции К. А. Абульхановой представлена как субъект жизненного пути.

## Признание
- Лауреат Премии имени С.Л. Рубинштейна РАН[4].

## Основные работы
- Развитие психологии в системе комплексного человекознания / Отв. ред.: А. Л. Журавлёв, В. А. Кольцова. Ч. 1. — М.: Институт психологии РАН, 2012.
- Современная личность: Психологические исследования. — М.: ИП РАН, 2012.
- Абульханова К. А., Зазыкин В. Г., Семёнов И. Н. Акмеологический словарь / Под общ. ред. А. А. Деркача. — М.: РАГС, 2010.
- Абульханова К. А. Проблема индивидуальности в психологии / Психология индивидуальности: новые модели и концепции// Коллективная монография под ред. Е. Б. Старовойтенко, В. Д. Шадрикова. — М.: МПСИ, 2009. — С. 14-63.
- Абульханова К. А. Принцип субъекта в отечественной психологии // Психология. Журнал Высшей школы экономики. Т. 2, № 4, 2005, с. 3-21.
- Абульханова К. А. Социальное мышление личности // Современная психология: состояние и перспективы исследований. Часть 3. Социальные представления и мышление личности. М.: Изд-во «Институт психологии РАН», 2002, с. 88-103.
- Абульханова-Славская К. А., Сайко Э. В., Розин В. М. и др. Субъект действия, взаимодействия, познания. Психологические, философские, социокультурные аспекты, 2001
- Абульханова К. А., Березина Т. Н. Время личности и время жизни. — СПб.: Алетейя, 2001
- Абульханова К. А. Управлять или стимулировать? // Независимая газета, 2000
- Абульханова К. А. Психологическая наука в России XX столетия: проблемы теории и истории. 1997
- Абульханова К. А. Психология// МПСИ, 1999.
- Абульханова К. А. Избранные психологические труды. Психология и сознание личности / Психологи Отечества. — М.: Воронеж: МПСИ, 1999.
- Абульханова К. А. Российский менталитет. Вопросы психологии, теории и практики / Колл. монография. — М., 1997. — 332 с.
- Абульханова К. А. Rapport entre les groupes nationaux en Europe: evalution des similitudes etdes differences en fonction de la proximite // Dynamiques et transitions en Europe. Berne. 1997
- Абульханова К. А. The personal organization of time and life strategy. // Journal of Russian East European Psychology. Sept.-oct. 1996
- Абульханова-Славская К. А. Стратегия жизни. — М.: Мысль, 1991, 2000.
- Абульханова К. А., Брушлинский А. В. Философско-психологическая концепция С. Л. Рубинштейна (1989)
- Абульханова К. А. Субъект-символ российского самосознания. Статья М. Монитор, 1984, 1 п.л.
- Абульханова К. А. Деятельность и психология личности. — М.: Наука, 1980.
- Абульханова К. А. Диалектика человеческой жизни. — М., 1977.
- Абульханова К. А. О субъекте психической деятельности. — М., 1973.
- Абульханова К. А. Мысль в действии. — М., 1968
- Абульханова К. А. Проблема соотношения личности, индивидуальности, субъекта // Современная личность: Психологические исследования. — М.: ИП РАН, 2012. — С. 17-35.
- Абульханова К. А. Субъект и субъектность: проблема определения качеств // Развитие психологии в системе комплексного человекознания / Отв. ред.: А. Л. Журавлёв, В. А. Кольцова. Ч. 1. — М.: Институт психологии РАН, 2012. — С. 49-62.
- Абульханова К. А., Брушлинский А. В. Московский период жизни и творчества С. Л. Рубинштейна // Философско-психологическое наследие С. Л. Рубинштейна / Сост.: С. В. Тихомирова; отв. ред.: К. А. Абульханова. — М.: Институт психологии РАН, 2011. — С. 164—174.
- Абульханова К. А. Соотношение индивидуальности и личности в свете субъектного подхода // Мир психологии. Научно-методический журнал. — 2011. — № 1. — С. 22-31.
- Абульханова К. А. Этическое наследие С. Л. Рубинштейна в современной психологии // Философско-психологическое наследие С. Л. Рубинштейна / Сост.: С. В. Тихомирова; отв. ред.: К. А. Абульханова. — М.: Институт психологии РАН, 2011. — С. 202—215.
- Абульханова К. А., Славская А. Н. Субъект в философской антропологии и онтологической концепции С. Л. Рубинштейна // Сергей Леонидович Рубинштейн / Под ред. К. А. Абульхановой. — М.: РОССПЭН, 2010. — С. 23—76.
- Абульханова К. А. Принцип субъекта в философско-психологической концепции С. Л. Рубинштейна // Сергей Леонидович Рубинштейн / Под ред. К. А. Абульхановой. — М.: РОССПЭН, 2010. — С. 77—118
- Абульханова К. А. Сознание как жизненная способность личности // Психологический журнал. — 2009. — Т. 30. — № 1. — С. 32—41.
- Абульханова К. А. Философско-психологическое наследие С. Л. Рубинштейна. К 120-летию со дня рождения // Психологический журнал. — 2009. — Т. 30. — № 5. — С. 26—46.